# Nieciszewo
Nieciszewo (niem. Justhöfen) – wieś w Polsce położona w województwie kujawsko-pomorskim, w powiecie świeckim, w gminie Pruszcz. Według spisu powszechnego z 31 marca 2011 roku wieś liczyła 132 mieszkańców. 
W latach 1975–1998 miejscowość administracyjnie należała do województwa bydgoskiego.
We wsi znajduje się zespół dworsko-parkowy wpisany w 1985 roku na listę zabytków. Dwór zbudowano ok. 1870 roku w stylu późnoklasycystycznym. W parku dominują lipy i dęby.

## Urodzeni w Nieciszewie
- Władysław Mieczkowski – polski adwokat, bankowiec, działacz polityczny, poseł do parlamentu II Rzeszy Niemieckiej z ramienia Narodowej Demokracji, członek Naczelnej Rady Ludowej[6].